# Chasmias major
Chasmias major är en stekelart som först beskrevs av Tohru Uchida 1926.  Chasmias major ingår i släktet Chasmias och familjen brokparasitsteklar. Inga underarter finns listade i Catalogue of Life.